# Ritchie Blackmore's Rainbow
Ritchie Blackmore's Rainbow (často jako Ritchie Blackmore's R-A-I-N-B-O-W) je debutové studiové album anglické hard rockové skupiny Rainbow, vydané v roce 1975.

## Seznam skladeb
Všechny skladby napsali Ritchie Blackmore a Ronnie James Dio, pokud není uvedeno jinak.

### Strana 1
1. „Man on the Silver Mountain“ – 4:42
2. „Self Portrait“ – 3:17
3. „Black Sheep of the Family“ (Steve Hammond) – 3:22
4. „Catch the Rainbow“ – 6:27

### Strana 2
1. „Snake Charmer“ – 4:33
2. „The Temple of the King“ – 4:45
3. „If You Don't Like Rock 'n' Roll“ – 2:38
4. „Sixteenth Century Greensleeves“ – 3:31
5. „Still I'm Sad“ (Paul Samwell-Smith, Jim McCarty) – 3:51

## Sestava
- Ronnie James Dio – zpěv
- Ritchie Blackmore – kytara
- Micky Lee Soule – piáno, mellotron, clavinet, varhany
- Craig Gruber – baskytara
- Gary Driscoll – bicí
- Shoshana – doprovodný zpěv